# Ånneröd
Ånneröd är en bebyggelse i Strömstads kommun i Västra Götalands län. Orten klassades som en tätort 2010 med namnet Östra Ånneröd , tidigare hade den varit en småort med benämningen Ånneröd. Området räknas sedan 2015 som en del av tätorten Strömstad.

## Befolkningsutveckling
| Befolkningsutvecklingen i Östra Ånneröd/Ånneröd 2000–2010          | Befolkningsutvecklingen i Östra Ånneröd/Ånneröd 2000–2010 | Befolkningsutvecklingen i Östra Ånneröd/Ånneröd 2000–2010 | Befolkningsutvecklingen i Östra Ånneröd/Ånneröd 2000–2010 | Befolkningsutvecklingen i Östra Ånneröd/Ånneröd 2000–2010 |
| ------------------------------------------------------------------ | --------------------------------------------------------- | --------------------------------------------------------- | --------------------------------------------------------- | --------------------------------------------------------- |
|                                                                    |                                                           |                                                           |                                                           |                                                           |
| År                                                                 |                                                           |                                                           | Folkmängd                                                 | Areal (ha)                                                |
| 2000                                                               | 2000                                                      |                                                           | 61                                                        | 6#                                                        |
| 2005                                                               | 2005                                                      |                                                           | 143                                                       | 8#                                                        |
| 2010                                                               | 2010                                                      |                                                           | 225                                                       | 11                                                        |
| Anm.: Ny tätort 2010. Sammanvuxen 2015 med Strömstad # Som småort. |                                                           |                                                           |                                                           |                                                           |